# Cruzar la T

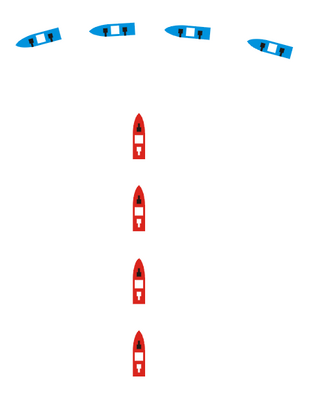
Maniobra táctica conocida como "Cruzar la T". En contra de lo que habitualmente se cree, significa que la línea de batalla pasa la cabeza de su columna como en una T mayúscula, no que la columna rompa la otra línea como en una t minúscula (es decir, que en la imagen los barcos azules están cruzando la T de los barcos rojos, no al revés).

En esta animación, el barco de la parte superior cruza la T del barco en la parte inferior y puede apuntar más cañones contra el enemigo que el otro barco (que no puede usar su armamento trasero).

Cruzar la T es una táctica militar de guerra naval clásica utilizada desde finales del siglo XIX hasta mediados del siglo XX en la que una línea de buques de guerra cruza por delante de una línea de buques enemigos para permitir que la línea que cruza ponga en acción todos sus cañones mientras recibe fuego únicamente de los cañones de proa del enemigo.
El resultado de la maniobra, respecto de la escuadra atacada, es el siguiente:
- el fuego de la escuadra (azul) que cruza la "T" se concentra en el navío que se encuentra en cabeza en la escuadra cruzada (rojo), para pasar a concentrarse en el siguiente cuando el primero ha sido hundido o ha quedado neutralizado,
- el resto de la escuadra atacada no puede responder al fuego enemigo, ya que se halla en el eje del buque que la precede, y tampoco puede utilizar las bocas de fuego que se encuentren en sus torres artilleras traseras.

En el gráfico, todos los buques de la escuadra que "cruza la T" (azul) tienen a su disposición 8 cañones para atacar a la flota cruzada (rojo). Por su lado, la escuadra afectada (rojo) solo puede atacar utilizando a los dos buques que navegan en la vanguardia, los cuales a su vez apenas pueden usar dos de sus cañones. Haciendo un cálculo general, quien "cruza la T" obtiene el beneficio de una superioridad en potencia de fuego de, al menos, una relación de 2 a 1.
No fue posible utilizar todos los cañones principales de un barco hasta finales del siglo XIX y principios del XX, con la llegada de los acorazados propulsados por vapor con torretas giratorias, que podían moverse y girar más rápido que los veleros, que tenía armas fijas orientadas hacia los lados. La táctica quedó en gran medida obsoleta con la introducción de los misiles y aviones, ya que los ataques de largo alcance dependen menos de la dirección hacia la que miran los barcos.

## Historia de la maniobra
Esta maniobra fue utilizada por vez primera durante la batalla de Tsushima, el 27 de mayo de 1905, entre las escuadras de los almirantes Zinovi Rozhestvenski y Heichachiro Togo, en el marco de la Guerra ruso-japonesa.
Al concebir y realizar la maniobra, el almirante Togo había comprendido perfectamente las ventajas de poseer una escuadra más rápida que la del adversario, así como la revolución técnica que suponía la aparición de las torretas giratorias, que permitían a la mayor parte de las piezas principales del buque disparar al unísono, por uno u otro flanco del buque.
Esta batalla, en la que un nuevo factor tecnológico, la torreta giratoria movida por un motor, había permitido la aparición de una nueva táctica de combate naval, tuvo más tarde un notable efecto en los posteriores mandos navales, puesto que durante decenios los comandantes de las escuadras tenían un sueño, consistente en cruzar la T a su adversario, y una pesadilla, que fuese el enemigo quien les cruzase a ellos la T.

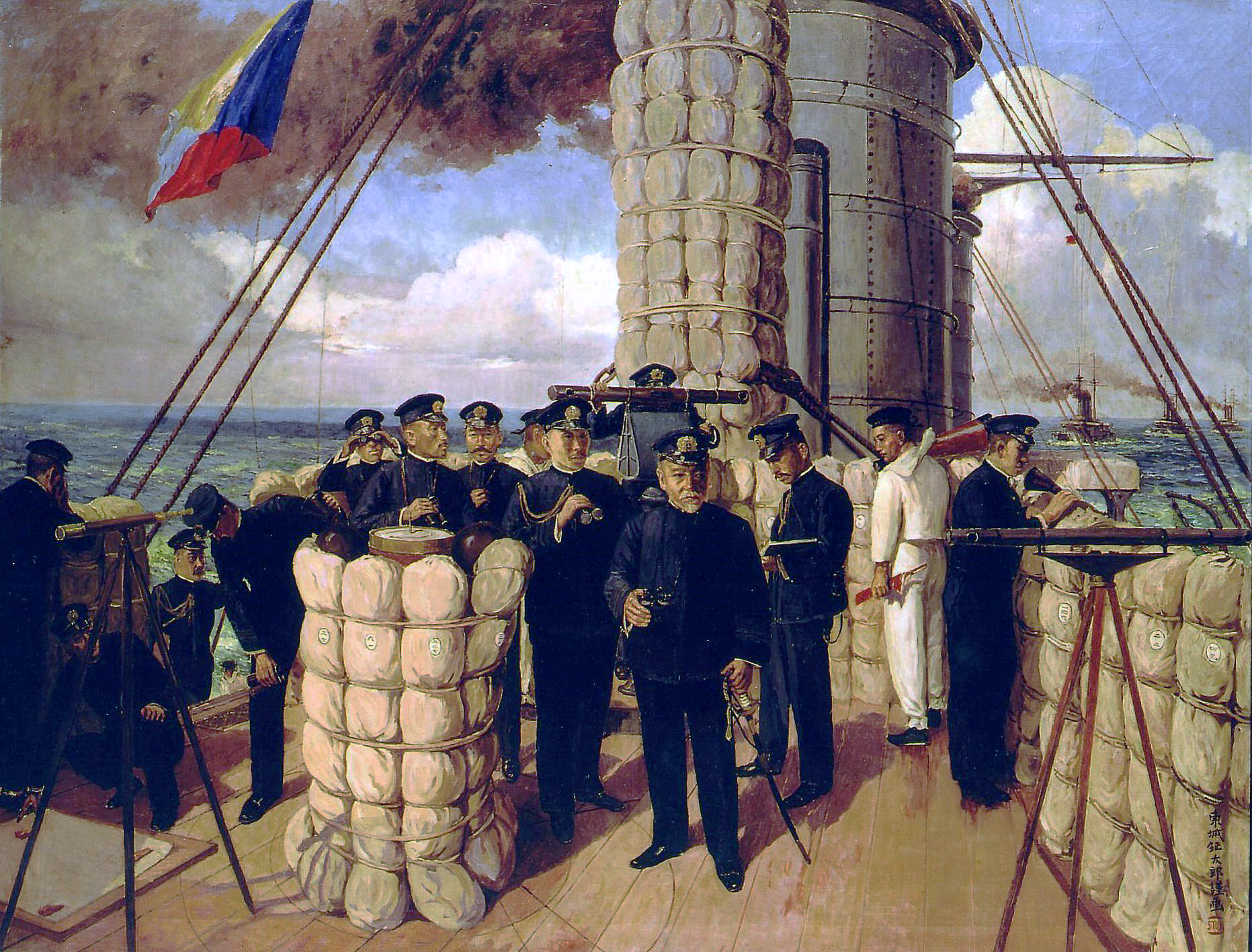
Togo y su tripulación en la cubierta del Mikasa durante la batalla de Tsushima.

Esta nueva táctica, que exigía contar con una escuadra homogénea y más rápida que la del enemigo, explica parcialmente los avances técnicos posteriores, especialmente la velocidad cada vez más elevada de los buques y la concentración de piezas de calibre cada vez más elevado en la proa del navío.
Esta táctica de combate, aunque sigue siendo posible en determinadas circunstancias, ha quedado superada desde la aparición del avión como un elemento más del combate naval, que ha pasado a ser aeronaval a partir de la Segunda Guerra Mundial, así como con los distintos tipos de cohetes navales antibuque. En las condiciones actuales de combate, las escuadras se enfrentan entre sí sin jamás llegar a establecer contacto visual, como sucedió por primera vez en la Batalla del Mar del Coral durante la Segunda Guerra Mundial.
Hay que destacar igualmente que, aun sin la concentración de potencia de fuego que supone la artillería del siglo XX, la maniobra de cruzar la T se ha producido en combates navales anteriores, si bien nunca con los devastadores efectos producidos en la antes citada batalla de Tsushima.

## Batallas en las que se ha utilizado
La primera vez que hay constancia del uso de esta maniobra táctica es, como se ha indicado anteriormente, la batalla de Tsushima, el 27 de mayo de 1905. 
El 16 de diciembre de 1912, durante la Primera Guerra Balcánica, en la Batalla de Elli, la escuadra griega, al mando de Pavlos Kunturiotis cruzó la T a la escuadra turca, comandada por Ramiz Bey.
Durante la Primera Guerra Mundial, el 31 de mayo de 1916, la Armada Real británica del almirante John Jellicoe logra cruzar la T de la Flota de Alta Mar de la Marina Imperial alemana, al mando del vicealmirante Reinhard Scheer, sin embargo los alemanes lograron escapar de la trampa exitosamente antes de que la flota británica los destruyera.